# سيدي فاتح (سيدي عزوز)
سيدي فاتح هي إحدى مشيخات المملكة المغربية، تتبع جغرافيا لإقليم سيدي قاسم وإداريًا لسيدي عزوز. يقدر عدد سكانها بـ 6085 نسمة حسب الإحصاء الرسمي للسكان والسكنى لسنة 2004.